# Лавджой, Томас
Томас Лавджой (Thomas E. Lovejoy; 22 августа 1941, Нью-Йорк — 25 декабря 2021) — американский биолог и эколог, специалист по биоразнообразию, которому также приписывается авторство этого термина, и которого даже называют «„крестным отцом“ биоразнообразия» («Godfather of Biodiversity»).
Доктор философии (1971). Член Американского философского общества и НАН США (2021).
Профессор Университета Джорджа Мейсона (с 2010), а также член United Nations Foundation и Национального географического общества и научный посланник США (U.S. Science Envoy). Отмечен высокопрестижными международными экологическими премиями.
Т. Лавджой ратовал за восстановление экосистемы в планетарном масштабе, послужащее снижению концентрации CO2 в атмосфере.

## Биография
Окончил Йельский университет со степенями бакалавра (1964) и доктора философии (1971) по биологии — с диссертацией по птицам. Среди его преподавателей был Джордж Эвелин Хатчинсон, называемый «отцом современной экологии». К научной работе Т. Лавджоя подтолкнул орнитолог Сидни Рипли. В 1965 году Лавджой начал исследования экосистемы тропических лесов Амазонки, вылившиеся в действующий них поныне (около 40 различных мест на 2012) стартовавший в 1978 году проект «Биологическая динамика лесных участков» (Biological Dynamics of Forest Fragments Project) — называемый крупнейшим долгосрочным экспериментом в истории ландшафтной экологии.
Этот проект к настоящему времени показал, что фрагментация ареалов животных является одной из самых серьёзных угроз для биоразнообразия наряду с изменением климата.
Т. Лавджой также стал одним из первых привлёкших внимание к проблеме тропического обезлесения.
В 1980 году он опубликовал первую оценку глобальных показателей вымирания (в «Global 2000 Report to the President»).
В 1973—1987 годах руководил программой США Всемирного фонда дикой природы, в котором достиг должности исполнительного вице-президента. В то время он также выдвинул идею обмена долга развивающихся стран на их инвестиции в сохранение природы.
Затем с 1987 году работал в Смитсоновском институте.
В 2002—2008 годах президент H. John Heinz III Center for Science, Economics and the Environment, затем заведующий его кафедры биоразнообразия.
С 2009 года член Национального географического общества.
В 2009—2013 годах возглавлял Scientific and Technical Advisory Panel Глобального экологического фонда.
С 2010 года профессор Университета Джорджа Мейсона.
Занимал ряд других должностей, в том числе являлся президентом American Institute of Biological Sciences и советником по биоразнообразию главы Всемирного банка.
Основатель популярной и влиятельной телепрограммы Nature.
Член Американской академии искусств и наук, Американской ассоциации содействия развитию науки, Союза орнитологов Америки и Лондонского Линнеевского общества.
Три дочери, внуки.
Автор многих работ. Редактор монографий «Глобальное потепление и биологическое разнообразие» («Global Warming and Biological Diversity») — первой книги, посвящённой подробному обсуждению последствий глобального потепления для экосистем, — и «Изменение климата и биоразнообразие» («Climate Change and Biodiversity», совместно с Lee Hannah, 2005, ISBN 9780300119800).

## Награды и премии
- 1994 — Wilbur Cross Medal[англ.][10]
- 2001 — Премия Тайлера
- 2002 — Lindbergh Award[22]
- 2005 — Ralph W. Schreiber Conservation Award
- 2008 — BBVA Foundation Frontiers of Knowledge Award (номинация «Экология и сохранение окружающей среды»)
- 2011 — Joao Pedro Cardoso Medal (штат Сан-Паулу, Бразилия) (первое присуждение данной награды)[17]
- 2012 — Премия «Голубая планета»
- 2013 — World Wildlife Fund Leaders for a Living Planet Award
- 2014 — Woodrow Wilson Award for Public Service[англ.][23]
- 2014 — International Award of Excellence in Conservation (Botanical Research Institute of Texas[англ.])[10]
- 2015 — ACEER Legacy Award[11]
- 2016 — National Council for Science and the Environment[англ.] Lifetime Achievement Award[24]

Получил бразильские орден Риу-Бранку (1988) и Большой крест National Order of Scientific Merit (1998), а также французский орден Академических пальм (2016).